# Dvojdům bratří Čapků

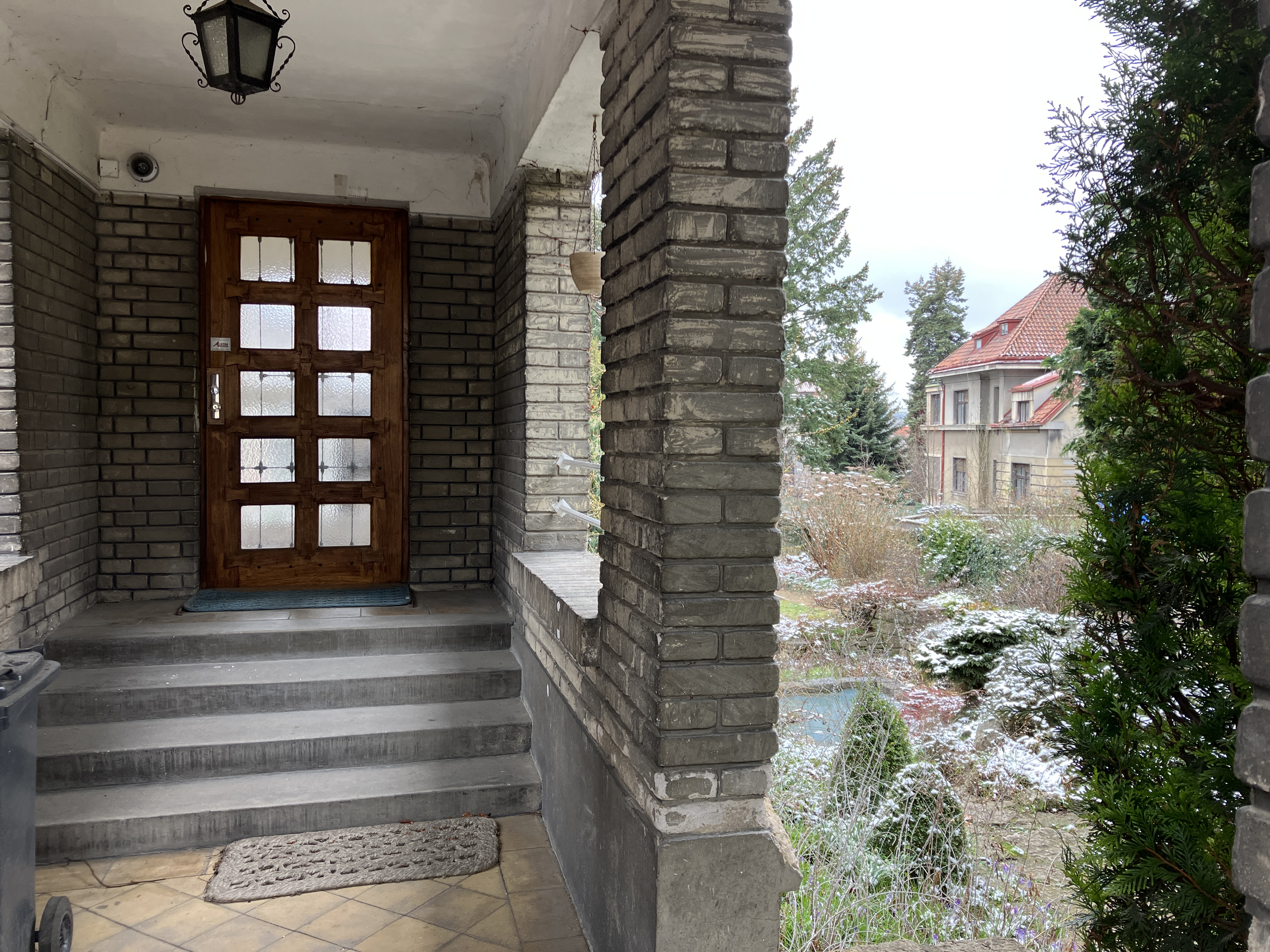
Fotografie vily bratří Čapků z vstupního portálu od brány (2022)

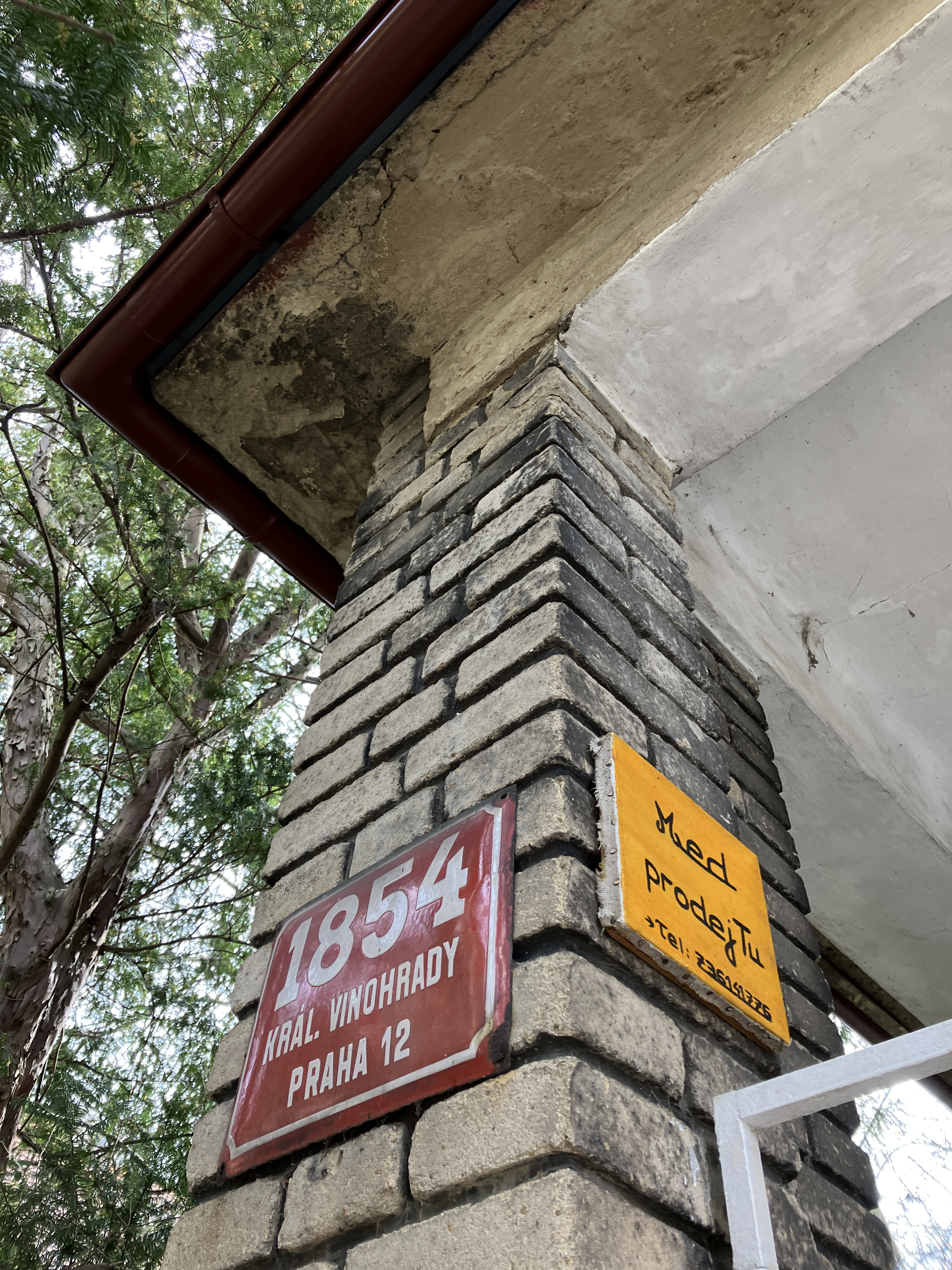
Původní sloupek vily - u hlavního vchodu (2022)

Dvojdům bratří Čapků je památkově chráněná budova, která stojí na Vinohradech v Praze 10. Karel a Josef Čapkovi zde bydleli od poloviny 20. let 20. století.
Budova stojí v městské památkové zóně Vinohrady, Žižkov, Vršovice.

## Historie vily
Na počátku 20. let vyrostlo v blízkosti Prahy několik kolonií úřednických rodinných domů, osad, které byly postaveny na základě teorie zahradních měst. Na východní hranu vinohradské kolonie Spolku žurnalistů se okolo roku 1924 přestěhovali bratři Čapkovi z bytu na Malé Straně. Dvojvilu v tehdejší ulici Úzké postavil v letech 1923–1924 architekt Ladislav Machoň v tzv. národním slohu. Dům skrýval dvě vily s totožnými, zrcadlově otočenými dispozicemi, o zahradu se starali oba bratři společně. Spisovatel Karel Čapek obýval se svým otcem pravou část domu (čp. 1853/28), levá (čp. 1854/30) připadla bratru Josefovi s rodinou, který si v podkroví zřídil malířský ateliér. Budova je obklopena zástavbou navrženou architektem Josefem Kalousem.
Architektura tohoto vcelku rozsáhlého dvojdomu vycházela z kotěrovského pojetí, které se vyznačovalo jednoduchým, pevným objemem, zakončeným valbovou střechou s úzkými vikýři. Významnou součástí domu byla rozsáhlá zahrada, na jejíž podobě se podílel žák Pavla Janáka – architekt Karel Dudych.
U Karla Čapka se scházeli legendární pátečníci.
V září 2013 schválilo zastupitelstvo Prahy 10 odkup poloviny dvojvily, která patřila Karlu Čapkovi, za 44 milionů korun od současného majitele, prasynovce Olgy Scheinpflugové, Čapkovy manželky. Zpřístupnění návštěvníkům jako takzvané domovní muzeum je plánováno na rok 2026.